# Розанов, Евгений Григорьевич
Евге́ний Григо́рьевич Ро́занов (1925—2006) — советский, российский архитектор, график, скульптор, педагог, общественный деятель. Народный архитектор СССР (1983). Лауреат двух Государственных премий СССР (1975, 1980) и двух Государственных премий Узбекской ССР (1970, 1981).

## Биография
Евгений Розанов родился 8 ноября 1925 года в Москве.
В 1945—1951 годах учился в Московском архитектурном институте (преподаватели-архитекторы — В. Ф. Кринский, Г. А. Захаров, З. С. Чернышёва).
После окончания института, в 1951—1956 годах работал в архитектурной мастерской И. В. Жолтовского. В 1951 году завоевал первую премию на Всесоюзном конкурсе на проект памятника академику А. В. Щусеву на Новодевичьем кладбище, памятник был установлен в 1956 году.
В 1956—1964 годах работал главным архитектором проекта в проектных организациях Москвы, в 1964—1985 — в московском ЦНИИ экспериментального проектирования зрелищных зданий и спортивных сооружений им. Б. С. Мезенцева главным архитектором проекта, руководителем архитектурной мастерской, директором ЦНИИ.
В 1985—1993 годах — первый заместитель председателя, председатель Государственного комитета по гражданскому строительству и архитектуре при Госстрое СССР, председатель Государственного комитета по архитектуре и градостроительству РФ.
В 1989―1991 годах избран Народным депутатом СССР от Академии художеств СССР и членом  Комитета Верховного Совета СССР по вопросам архитектуры и строительства.
Преподавал в Московском архитектурном институте.
Известен как скульптор и график, его произведения экспонировались на персональных выставках в 1980 году в Музее архитектуры, в 1984 году — в Лиме (Перу), в 1995 году — в Российской академии художеств, в 1996 году — в Киеве.
Автор статей по проблемам архитектуры и градостроительства в журнале «Архитектура СССР».
Член-корреспондент (1979), действительный член АХ СССР(1983), академик-секретарь отделения архитектуры АХ СССР (1988—2002), вице-президент АХ СССР (1997—2006). Действительный член Российской академии архитектуры (1992). Президент Международной академии архитектуры (отделение в Москве — МААМ, 1992). Член Французской Академии архитектуры (1998). Член Союза архитекторов СССР (с 1959), секретарь правления Союза архитекторов СССР (1987—1991).
Скончался 31 октября (по другим источникам — 30 августа) 2006 года в Москве. Похоронен на Новодевичьем кладбище.

### Семья
- Жена — Аида Васильевна Ильенкова (1926—2002), архитектор-реставратор, дочь писателя В. П. Ильенкова, сестра философа Эвальда Ильенкова.

## Награды и звания
- Заслуженный архитектор РСФСР (1977)
- Народный архитектор СССР (1983)
- Государственная премия СССР (1975) — за архитектуру центра Ташкента (1966—1974)
- Государственная премия СССР (1980)
- Премия Совета Министров СССР (1971)
- Государственная премия Узбекской ССР имени Хамзы (1970)
- Государственная премия Узбекской ССР им. А. Навои (1981)
- Государственная премия Республики Узбекистан имени Алишера Навои в области архитектуры (1994)[4]
- Орден «За заслуги перед Отечеством» IV степени (1995)
- Орден Октябрьской Революции (1974)
- Орден Трудового Красного Знамени (1981)
- Орден Дружбы народов (1985)
- Орден «Знак Почёта» (1969)
- Золотая медаль АХ СССР (1994)
- Кандидат архитектуры (1977).
- Благодарность Президента Российской Федерации (2000)[5].

## Авторские проекты
- в Москве:
  - универсальный спортивный зал «Динамо» на 5000 мест на улице Лавочкина в 1980 году;
  - три 30-этажных здания комплекса научно-исследовательской базы объединения «Наука» на проспекте Вернадского в Москве в 1981—1994 годах;
  - реконструкция Боровицкой площади (конкурс 1997, первая премия);
  - здание Банковского делового центра на Овчинниковской набережной в 2000 году.
- в Воронеже: комплекс административных зданий в 1960 году.
- в Костроме: концертный зал на 1000 мест в 1966 году (типовой проект применен во многих городах).
- в Ессентуках: санаторий в 1967 году.
- в Ростове-на-Дону: концертный зал на 2000 мест в 1969 году.
- в Ташкенте:
  - в 1970 году — правительственные административные здания на площади имени Ленина (Государственная премия СССР, 1975), в том числе филиал Центрального музея В. И. Ленина;
  - Дворец Дружбы народов на 4000 мест в 1981 году;
  - гостиница на 1300 мест в 1983 году (Государственные премии Узбекской ССР).
- в Туле: комплекс административных зданий в 1970 году.
- в Юрмале: санаторий в 1972 году.
- во Владивостоке:
  - комплекс административных зданий в 1972 году;
  - пансионат в 1974 году.
- в Орле: Драматический театр на 800 мест в 1976 году.
- спальный корпус санатория «Пушкино» в 1976 году.
- в Хабаровске: Театр музыкальной комедии на 1000 мест в 1977 году.
- в Крыму: санаторный комплекс «Южный» в 1980 году (Государственная премия СССР, 1980).
- в Курске: Драматический театр на 1000 мест в 1983 году.
- в Луанде (Ангола): комплекс административно-общественных зданий с 1985 года.
- Памятники: «Войскам ПВО Москвы в Великой Отечественной войне 1941—1945 гг.» (1993, скульптор Л. Кербель), «300-летию военно-морского флота в России» (1993, скульптор Л. Кербель), памятник А. С. Пушкину и Н. Н. Гончаровой в Москве (скульптор А. Бурзинов), монумент «Народам Африки, борющимся за освобождение» в Луанде (Ангола) и другие проекты.

## Сочинения
- Архитектура музеев В. И. Ленина (1986, в соавторстве с В. И. Ревякиным)